# Редж, Шармила
Шарми́ла Редж (хинди शर्मिला रेगे; 7 октября 1964, Пуна — 13 июля 2013) — индийский социолог, феминистская учёная и писательница.

## Биография
Шармила Редж родилась 7 октября 1964 года в Пуне (штат Махараштра, Индия).

## Карьера
Шармила вступила в «Krantijyoti Savitribai Phule Women's Studies Centre» (кафедра гендерных исследований) в университете Пуны, позицую в котором она занимала с 1991 года. Получила премию Малкольма Адисешиа за выдающийся вклад в развитие исследований от Мадраского Института исследований в области развития (MID) в 2006 году.
Была одним из ведущих учёных феминистов в Индии, чья пионерные работы, включая монографию «Описывая касту, описывая гендер: читая свидетельства женщин из касты неприкасаемых» (2006), сыграли решающую роль в открытии  в индийском  обществе феминистских дебатов по вопросам класса, касты, религии и сексуальности.

## Смерть
48-летняя Шармила скончалась 13 июля 2013 года после недолгой борьбы с колоректальным раком.

## Публикации
- Caste and gender: the violence against women in India. Florence: European University Institute, 1996
- Sociology of gender: the challenge of feminist sociological knowledge. New Delhi; Thousand Oaks: Sage Publications, 2003 (5-е изд. 2008)
- Writing caste, writing gender: reading Dalit women's testimonios. New Delhi: Zubaan, 2006 (переизд. 2013)